# Льодовикова деструкція

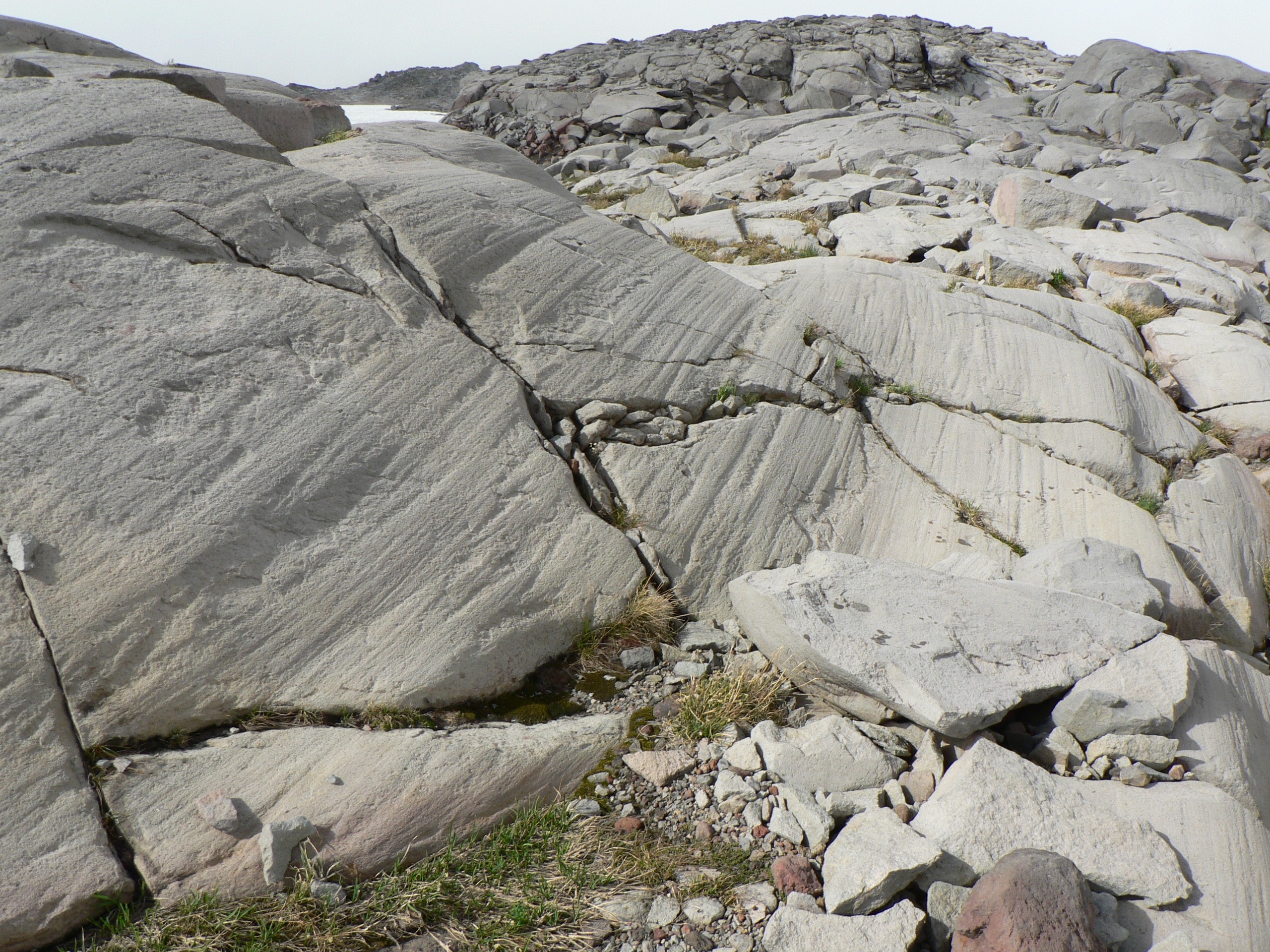
Льодовикова штриховка. Маунт Рейнір (національний парк)

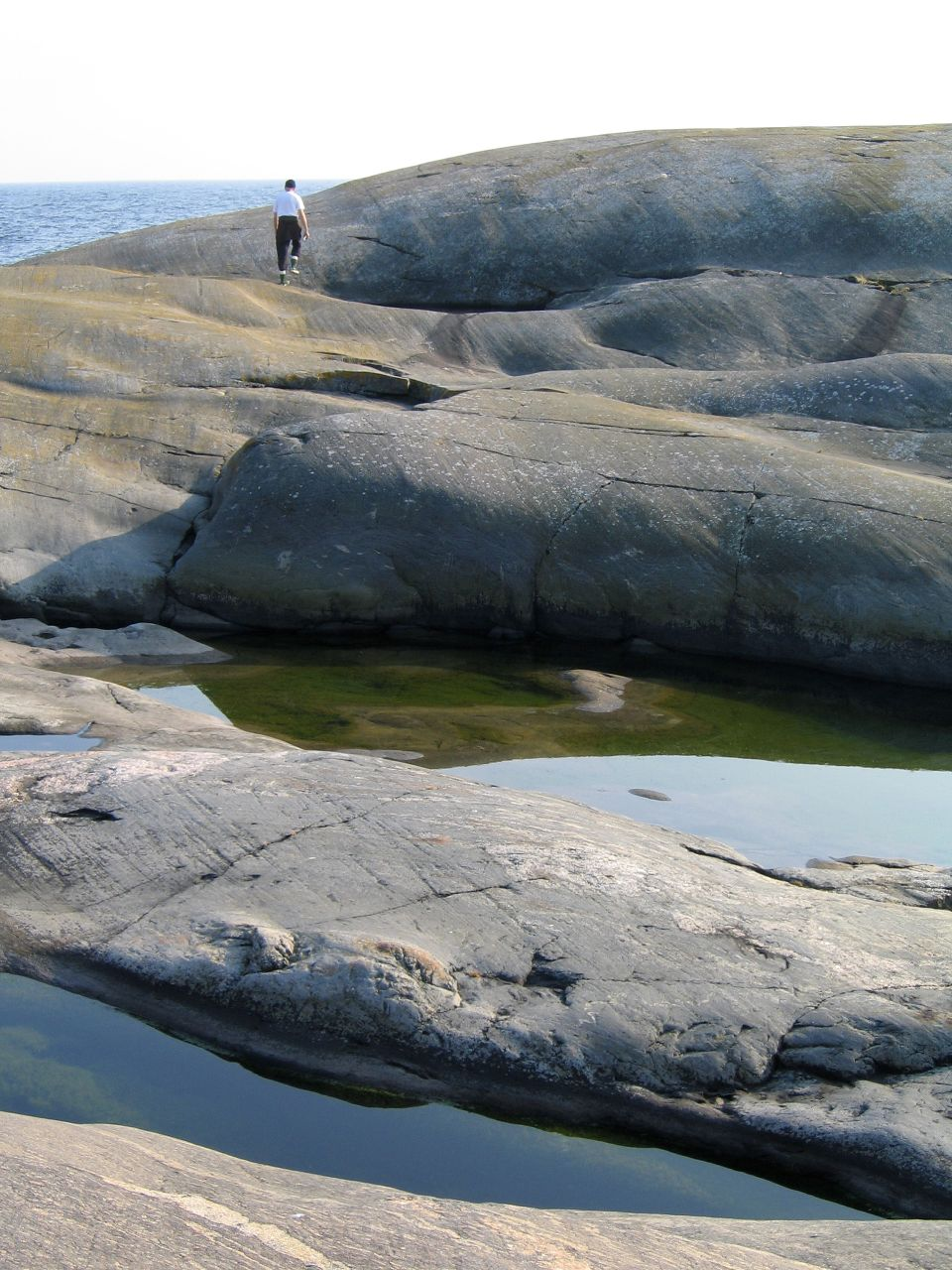
Баранячі лоби у Фінляндії

Льодовикова деструкція (рос. ледниковая деструкция, англ. glacial destruction, нім. glaziale Zerstörung f) – руйнування гірських порід і рельєфу рухомими льодовиками. 
Приклад льодової деструкції валунів - льодовикова штриховка.
Інший приклад - баранячі лоби — згладжені рухом льодовика скельні виступи корінних порід.